# Irene Kral
Irene Kral (18 de enero de 1932 – 15 de agosto de 1978) fue una cantante de jazz estadounidense que nació en Chicago, Illinois, de padres checos y se instaló en Los Ángeles en la década de 1960. Murió, debido a un cáncer de mama, en Encino, California.

## Trayectoria
Su hermano, Roy Kral, fue un músico de éxito cuando ella comenzó a cantar profesionalmente como adolescente. Cantó con bandas en giras dirigida por Woody Herman y Chubby Jackson, exbajista de Herman. Se unió a la Big Band de Maynard Ferguson en la década de los 50 y cantó con los grupos dirigidos por Stan Kenton y Shelly Manne. Después inició una carrera en solitario hasta su muerte a los 46 años de edad. Era una cantante de baladas que afirmó que Carmen McRae fue una de sus inspiraciones. Se hizo más famosa a título póstumo cuando Clint Eastwood utilizó sus grabaciones en su película Los Puentes de Madison, de 1995.
Su estilo ha sido comparado con el de Carmen McRae (las dos cantantes eran amigas). Dana Countryman cita el libro de Linda Dahl, de 1984 sobre la mujer en el jazz, Stormy Weather: "Irene Kral tenía una preciosa, resonante voz con un discreto vibrato, impecable dicción y entonación, y una ligera, atractiva nasalidad y una conformación de las frases que se asemejaba a Carmen McRae. Pero donde las lecturas de McRae tienden a ser astringentes, Kral se derrite como la mantequilla. Ella era una maestra de la suavidad, la sutileza y el buen gusto."

## Discografía
- The Band and I (United Artists, 1958) with Herb Pomeroy
- SteveIreneo! (United Artists, 1959) with Steve Allen and Al Cohn and his Orchestra
- Better Than Anything (Äva, 1963) with the Junior Mance Trio
- Wonderful Life (Mainstream, 1965)
- Lady of Lavender (Jazz West, 1969 [1998])
- Where Is Love? (Choice, 1974) with Alan Broadbent
- Just for Now (Jazzed Media, 1975 [2004]) [live]
- Second Chance (Jazzed Media, 1975 [2010]) [live]
- You Are There (Audiophile, 1977 [1999])
- Kral Space (Catalyst, 1977)
- Irene Kral Live  (Just Jazz, 1977 [1995])
- Angel Eyes: Live in Tokyo (TDK, 1977 [1994]) [live]
- Gentle Rain (Choice, 1977) with Alan Broadbent

Con Laurindo Almeida
- Guitar from Ipenema (Capitol, 1964)

Con Buddy Collette
- The Buddy Collette Quintet (Studiowest, 1962 [1997])

Con Maynard Ferguson
- Boy with Lots of Brass (EmArcy, 1957)

Con Terry Gibbs
- Dream Band, Vol. 6: One More Time (Contemporary, 1959 [2002])

Con Johnny Mandel
- The Russians Are Coming, the Russians Are Coming (Soundtrack) (United Artists, 1966) - cantando el tema "The Shining Sea"

Con Shelly Manne
- My Fair Lady with the Un-original Cast (Capitol, 1964)

Con la Dave Remington's Big Band
- Chicago Shouts (Universal, 1968) featured vocalist on four tracks

### Canciones más conocidas[4]
- When I Look In Your Eyes
- I Like You, You're Nice
- It's A Wonderful World
- Spring Can Really Hang You Up The Most
- Experiment
- Going To California
- Never Let Me Go
- Small Day Tomorrow
- The Gentle Rain
- Better Than Anything
- I'd Know You Anywhere
- Lucky To Be Me / Some Other Time
- Goin To California
- The Meaning Of The Blues
- Just Friends
- The Touch Of Your Lips
- You Are There
- Here'S That Rainy Day
- Star Eyes
- Nobody Else But Me
- Passing By